# Andrej Kawaljou (Schachspieler)
Andrej Kawaljou (belarussisch Андрэй Васільевіч Кавалёў; * 7. November 1961 in Wizebsk) ist ein belarussischer Schachspieler und -trainer.
Die belarussische Einzelmeisterschaft konnte er 2000 gewinnen. Er spielte bei vier Schacholympiaden: 1994, 2000 bis 2004. Außerdem nahm er viermal an der Europäischen Mannschaftsmeisterschaft (1992, 1999 bis 2003) teil.
In Deutschland spielte er den SV Empor Berlin (1991/92 bis 1995/96); in Tschechien für den ŠK Infinity Pardubice (2002/03 bis 2005/06), RC Sport Pardubice (2006/07); in Österreich für den SK Husek Wien (2008/09).
| Die zur Anzeige dieser Grafik verwendete Erweiterung wurde dauerhaft deaktiviert. Wir arbeiten aktuell daran, diese und weitere betroffene Grafiken auf ein neues Format umzustellen. (Mehr dazu) |